# Kerstin Schierhold
Kerstin Schierhold (* 1977) ist eine deutsche Prähistorikerin.

## Leben
Schierhold studierte von 1996 bis 2003 Ur- und Frühgeschichte, Klassische Archäologie, Alte Geschichte und Lateinische Philologie an der Westfälischen Wilhelms-Universität Münster. Als studentische Hilfskraft wirkte sie unter anderem an der Herausgabe der Schriftenreihe Prähistorische Bronzefunde mit. Im Februar 2003 legte sie ihre Magisterarbeit zum Thema Anthropomorphe Terrakotten großen Formats in der Ägäischen Bronzezeit vor. Nach einem kurzen Volontariat begann sie im Juli 2003 in Münster ein Promotionsstudium. Von August 2003 bis Juli 2007 arbeitete sie als wissenschaftliche Hilfskraft an der Römisch-Germanischen Kommission des Deutschen Archäologischen Instituts und von August 2007 bis Juni 2009 als wissenschaftliche Mitarbeiterin erneut im Editionsprojekt Prähistorische Bronzefunde. Im Dezember 2008 legte sie ihre Dissertation zum Thema Studien zur Hessisch-Westfälischen Megalithik: Forschungsstand und -perspektiven unter Berücksichtigung des europäischen Kontexts vor. Dafür erhielt sie 2009 den Eduard-Anthes-Preis.
Zwischen Juli 2009 und Mai 2015 arbeitete Schierhold als wissenschaftliche Mitarbeiterin im Projekt Genese und Struktur der Hessisch-Westfälischen Megalithik am Beispiel der Soester Gruppe, einem Teilprojekt des Schwerpunktprogramms 1400 Frühe Monumentalität und soziale Differenzierung. Zur Entstehung und Entwicklung neolithischer Großbauten und erster komplexer Gesellschaften im nördlichen Mitteleuropa der Deutschen Forschungsgemeinschaft. Dabei leitete sie archäologische Grabungen an zwei jungsteinzeitlichen Galeriegräbern in Erwitte-Schmerlecke sowie Prospektionen in deren Umfeld. Von Juni 2015 bis 2018 war sie Koordinatorin des von der Altertumskommission für Westfalen durchgeführten Projekts Megalithik in Westfalen.

## Schriften
- Studien zur Hessisch-Westfälischen Megalithik. Forschungsstand und -perspektiven im europäischen Kontext (= Münstersche Beiträge zur ur- und frühgeschichtlichen Archäologie. Band 6). Leidorf, Rahden/Westf. 2012, ISBN 978-3-89646-284-8.
- Die großen Sloopsteene bei Lotte-Wersen, Kreis Steinfurt (= Megalithgräber in Westfalen. Band 1). Altertumskommission für Westfalen, Münster 2016 (Online).
- Das Großsteingrab von Westerkappeln-Seeste, Kreis Steinfurt (= Megalithgräber in Westfalen. Band 2). Altertumskommission für Westfalen, Münster 2017 (Online).
- Mit Ingo Pfeffer: Das Großsteingrab von Soest-Hiddingsen, Kreis Steinfurt (= Megalithgräber in Westfalen. Band 5). Altertumskommission für Westfalen, Münster 2020 (Online).
- Mit Bernhard Stapel: Die Düwelsteene bei Heiden, Kreis Borken (= Megalithgräber in Westfalen. Band 3). Altertumskommission für Westfalen, Münster 2018 (Online).
- Mit Bernhard Stapel: Das Großsteingrab von Lengerich-Wechte, Kreis Steinfurt (= Megalithgräber in Westfalen. Band 4). Altertumskommission für Westfalen, Münster 2018 (Online).